# Жіноча збірна України з хокею із шайбою
Жіноча збірна України з хокею із шайбою — національна жіноча команда України, яка представляє країну на міжнародних змаганнях з хокею. Функціонування команди забезпечує Федерація хокею України.

## Історія
Жіноча збірна України провела свою першу гру в 1992 році проти збірної Латвії для участі у жіночому чемпіонаті Європи 1993 року. Гра проходила в Ризі, українки перемогли латвійок 3:0. У кваліфікаційному турнірі повинні були брати участь також збірні Італії та Нідерландів, але через відмову останніх цей кваліфікаційний раунд звели до трьох матчів між збірними України та Латвії, збірна України здобула дві перемоги та кваліфікувалась на чемпіонат Європи. 
Матчі чемпіонату проходили у столиці України Києві. Збірна України провела чотири матчі у групі B програвши три матчі: 22 березня Чехії 0:3, 23 березня Великій Британії 0:1, 27 березня Франції 0:1, здобули перемогу у матчі проти збірної Латвії 1:0. За підсумками турніру господарки посіли останнє п'яте місце.
У 1994 році Україна зіграла на Московському міжнародному турнірі проти збірних Фінляндії, Латвії та Росії. Українки програли усі три матчі: 0:31 Фінляндії (найбільша поразка).
1995 року збірна України провела свій останній сезон, зігравши на чемпіонаті Європи у групі B (Данія). Українки програли усі чотири матчі: 1:7 Франції, 1:7 Чехії, 0:14 Росії та 0:2 Великій Британії. 
Після чемпіонату Європи 1995 року збірну було розформовано.
У травні 2018 року Федерація хокею України ухвалила рішення про відновлення жіночої збірної України з хокею. 14 серпня головним тренером призначено Вадима Радченко.
У січні 2019 року у Кейптауні (ПАР) відбувся кваліфікаційний турнір в якому українки здобули впевнену перемогу фінішувавши на першому місці зі стовідсотковим результатом.  Найкращою бомбардиркою у складі команди була Ліза Рябкіна — 8 (2+6) очок, а найкращою снайперкою — Владислава Скащук — 4 шайби.
Наступного року на чемпіонаті світу (дивізіон II B) українки виступили з протилежним результатом зазнавши п'ятьох поразок (дві з них в овертаймі) в п'ятьох матчах та вибули до третього дивізіону.
18 листопада 2020 року турнір третього дивізіону був скасований через пандемію COVID-19, а наступний українки пропустили через повномасштабне вторгнення Росії.
На чемпіонаті світу 2023 року (дивізіон III А), що проходив у Брашові (Румунія), національна збірна України здобула чотири перемоги, але програла в грі проти збірної Гонконгу і посіла лише друге місце в групі. Найкращою бомбардиркою команди стала Поліна Телегіна, в активі якої було 9 (5+4) очок. 
Успішними для української збірної стали виступи в на чемпіонаті світу 2024 року (дивізіон III А) в хорватському Загребі. Команда переграла всіх своїх суперниць по групі та посіла перше місце. За підсумком тих змагань найкращою бомбардиркою стала Валерія Манчак-Дженсен — 18 (8+10) очок.
У 2025 році після підвищення у класі збірна України грала в дивізіоні II B. На турнірі, що проходив в місті Данідін (Нова Зеландія), українська команда здобула три перемоги, один раз програла у основний час та ще раз зазнала поразки в овертаймі. Українки посіли третє місце в своїй групі. Валерія Манчак-Дженсен в другому сезоні поспіль стала найрезультативнішою хокеїсткою не тільки своєї збірної, а і всього дивізіону. По системі гол+пас вона набрала 17 (12+5) очок.

## Виступи на міжнародних турнірах та чемпіонатах світу

### Чемпіонати світу
- 2019 — 1 місце (Дивізіон ІІ В, кваліфікація)
- 2020 — 6 місце (Дивізіон ІІ В)
- 2023 — 2 місце (Дивізіон III А)
- 2024 — 1 місце (Дивізіон III А)
- 2025 — 3 місце (Дивізіон ІІ В)

### Чемпіонати Європи та міжнародний турнір
- 1993 — чемпіонат Європи: 5 місце (Група B)
- 1994 — міжнародний турнір: 4 місце
- 1995 — чемпіонат Європи: 8 місце (Група B)

## Баланс виступів жіночої збірної України
| Баланс виступів жіночої збірної України | Баланс виступів жіночої збірної України | Баланс виступів жіночої збірної України | Баланс виступів жіночої збірної України | Баланс виступів жіночої збірної України | Баланс виступів жіночої збірної України | Баланс виступів жіночої збірної України | Баланс виступів жіночої збірної України | Баланс виступів жіночої збірної України |
| Суперник                                | І                                       | В                                       | ВО                                      | ПО                                      | П                                       | ЗШ                                      | ПШ                                      | +/-                                     |
| --------------------------------------- | --------------------------------------- | --------------------------------------- | --------------------------------------- | --------------------------------------- | --------------------------------------- | --------------------------------------- | --------------------------------------- | --------------------------------------- |
| Австралія                               | 2                                       | 0                                       | 0                                       | 0                                       | 2                                       | 2                                       | 13                                      | -11                                     |
| Бельгія                                 | 2                                       | 2                                       | 0                                       | 0                                       | 0                                       | 10                                      | 2                                       | +8                                      |
| Болгарія                                | 3                                       | 3                                       | 0                                       | 0                                       | 0                                       | 24                                      | 5                                       | +19                                     |
| Велика Британія                         | 2                                       | 0                                       | 0                                       | 0                                       | 2                                       | 0                                       | 3                                       | -3                                      |
| Гонконг                                 | 3                                       | 2                                       | 0                                       | 0                                       | 1                                       | 16                                      | 6                                       | +6                                      |
| Естонія                                 | 1                                       | 1                                       | 0                                       | 0                                       | 0                                       | 5                                       | 0                                       | +5                                      |
| Ісландія                                | 1                                       | 0                                       | 0                                       | 0                                       | 1                                       | 0                                       | 7                                       | -7                                      |
| Латвія                                  | 5                                       | 3                                       | 0                                       | 1                                       | 1                                       | 8                                       | 10                                      | -2                                      |
| Литва                                   | 2                                       | 2                                       | 0                                       | 0                                       | 0                                       | 5                                       | 2                                       | +3                                      |
| Нова Зеландія                           | 2                                       | 0                                       | 0                                       | 1                                       | 1                                       | 6                                       | 9                                       | -3                                      |
| ПАР                                     | 1                                       | 1                                       | 0                                       | 0                                       | 0                                       | 3                                       | 1                                       | +2                                      |
| Росія                                   | 2                                       | 0                                       | 0                                       | 0                                       | 2                                       | 1                                       | 21                                      | -20                                     |
| Румунія                                 | 2                                       | 2                                       | 0                                       | 0                                       | 0                                       | 9                                       | 1                                       | +8                                      |
| Сербія                                  | 1                                       | 0                                       | 1                                       | 0                                       | 0                                       | 5                                       | 4                                       | +1                                      |
| Туреччина                               | 2                                       | 1                                       | 0                                       | 1                                       | 0                                       | 7                                       | 4                                       | +3                                      |
| Фінляндія                               | 1                                       | 0                                       | 0                                       | 0                                       | 1                                       | 0                                       | 31                                      | -31                                     |
| Франція                                 | 4                                       | 0                                       | 0                                       | 0                                       | 4                                       | 2                                       | 13                                      | -11                                     |
| Хорватія                                | 2                                       | 1                                       | 0                                       | 1                                       | 0                                       | 7                                       | 3                                       | +4                                      |
| Чехія                                   | 2                                       | 0                                       | 0                                       | 0                                       | 2                                       | 1                                       | 10                                      | -9                                      |
| Загалом:                                | 40                                      | 18                                      | 1                                       | 4                                       | 17                                      | 111                                     | 129                                     | -18                                     |